# بخش چانگوینولا
چانگوینولا یک ناحیه در استان بوکاس دل تورو در پاناما است. جمعیت بر اساس سرشماری سال ۲۰۱۰، ۹۸٫۳۱۰ نفر بوده‌است مساحت این ناحیه در مجموع ۳۹۹۵ کیلومتر مربع می‌باشد. مرکز استان در شهر چانگوینولا قرار دارد. صنایع عمده این شهر نیز شامل گردشگری و کشاورزی است.

## تقسیمات اداری
منطقه چانگوینولا از نظر اداری به نواحی زیر تقسیم می‌شود:
- چانگوینولا
- گوابیتو
- تریب
- ال امپالمه
- ال سیلنسیو
- لاس تبلاس
- لاس دلیسیاس
- کوچیگرو
- لا گلوریا
- محله ۴ آوریل
- فینکا ۳۰
- فینکا ۶
- فینکا ۶۰

در ۸ ژوئن ۲۰۱۵، منطقه آلمیرانته جدید (به معنی دریاسالار) از اعضای زیر تشکیل شد که از ناحیه چانگوینولا جدا شده بودند:
- پورتو آلمیرانته
- نانس دی ریسکو
- واله دل ریسکو
- واله دی آگوا آریبا
- باریادا گوایمی
- باریو فرانسیس

## آب و هوا
چانگوینولا دارای موقعیت ساحلی با آب و هوای گرمسیریست. این منطقه دارای فصل خشک قابل پیش‌بینی نیست. خشک‌ترین زمان‌ها اواخر آگوست تا اواسط اکتبر، فوریه و مارس است. چانگوینولا مرطوب بوده و رعد و برق و باران شدید نیز شایع است. دمای معتدل در تمام سال ثابت است (بیشینه: ۲۷–۲۹ درجه سلسیوس، کمینه: ۲۱–۲۴ درجه سلسیوس). به دلیل عرض جغرافیایی کم، طلوع خورشید حدود ساعت ۶ صبح و غروب خورشید حدود ساعت ۱۸ به وقت محلی است. این زمان‌ها در طول سال کمی متفاوت است. داده‌های آب و هوا در فرودگاه بین‌المللی کاپیتان مانوئل نینو در چانگوینولا جمع‌آوری شده‌است.